# Смольно (Куявсько-Поморське воєводство)
Смольно (пол. Smolno) — село в Польщі, у гміні Злавесь-Велика Торунського повіту Куявсько-Поморського воєводства.
У 1975-1998 роках село належало до Торунського воєводства.